# Рапов Олег Михайлович
Олег Миха́йлович Ра́пов (рос. Олег Михайлович Рапов; 2 квітня 1939 — 13 травня 2002) — російський радянський історик. Спеціаліст з історії Київської Русі, медієвіст, антинорманіст. Народився в Рибінську, Росія. Син письменника Мийхала Рапова. Випускник історичного факультету Московського державного університету (1963). Доктор історичних наук (1990). Професор кафедри історії Росії до ХІХ ст. історичного факультету Московського університету (1992). Дійсний член Російської академії наук (з 1996), Російського історичного товариства і Всеросійської асоціації медієвістів та істориків раннього нового часу. Член-кореспондент Міжнародної слов'янської академії (1993).  Батко російського публіциста Злати Рапової. Автор понад 70 наукових публікацій. Помер у Москві, Росія. Похований на Хованському кладовищі.

## Праці

### Дисератції
- Докторська: Русская церковь в IX — первой трети XII вв. Принятие христианства.

### Монографії
- Рапов О. М. Княжеские владения на Руси в X — первой половине XIII в. / Под ред. акад. Б. А. Рыбакова; Рецензенты: д-р ист. наук А. Д. Горский, д-р ист. наук П. П. Епифанов. Москва: Московский государственный университет, 1977.
- Рапов О. М. Кто срубил град Москву на Боровицком холме?. Москва: Русское слово, 1997.
- Рапов О. М. Русская церковь в IX — первой трети XII в.: Принятие христианства. Москва: Высшая школа, 1988.
- Рапов О. М. Русская церковь в IX — первой трети XII в.: Принятие христианства / Изд. 2-е, исправленное и дополненное. Москва: Русская панорама, 1998.

### Навчальні посібники
- Арапов Д. Ю., Новосельцев А. П., Рапов О. М. Материалы по истории СССР для семинарских и практических занятий. Москва: Высшая школа, 1985. Вып. 1. Древнейшие народы и государства на территории СССР.

### Словники
- Вдовина Л. Н., Рапов О. М., Терещенко Ю. Я. и др. История России в лицах с древности до наших дней: Биографический словарь. Москва: Русское слово, 1997.
- Рапов О. М. и др. Большая Советская Энциклопедия / Изд. 3-е. Москва: Советская энциклопедия, 1974—1975, Т. 15-20 (Статті: Мал, Молога, Мстислав Владимирович Великий, Мстислав Владимирович Храбрый, Мстислав Мстиславич Удалой, Огнищанин, Олег Вещий, Олег Святославич, Ольга, Остромир, Отрок, Пересвет, Печенеги, Поляне, Половцы, Полюдье).

### Статті
- Борисов Н. С., Горский А. Д., Рапов О. М. Профессору Московского университета Борису Александровичу Рыбакову — 80 лет // Вестник Московского университета. Серия 8. История. 1988, № 4, С. 93.
- Борисов Н. С., Рапов О. М. К 90-летию Бориса Александровича Рыбакова // Вестник Московского университета. Серия 8. История. 1998, № 3, С. 3—7.
- Рапов О. М. Была ли «вервь» Русской Правды патронимией // Советская этнография. 1969, № 3, С. 106—117.
- Рапов О. М. Были ли норманистами создатели «Повести временных лет» // Сборник Русского исторического общества. Москва: Русская панорама, 1999, Т. 1 (149), С. 110—119.
- Рапов О. М. Василий Никитич Татищев (1686—1750) // Сборник Русского исторического общества. Москва: Русская панорама, 2000, Т. 3 (151), С. 199—200.
- Рапов О. М. В каком столетии и тысячелетии мы живем? (Когда родился Иисус Христос?) // Сборник Русского исторического общества. Москва: Русская панорама, 2000, Т. 3 (151), С. 252—259.
- Рапов О. М. До питання про хрещення жителів Новгорода // Український історичний журнал. 1987, № 9, С. 91—96.
- Рапов О. М. Еще раз о датировке взятия Корсуня князем Владимиром // Византийский временник. 1988, Т. 49 (74), С. 190—194.
- Рапов О. М. Знаки Рюриковичей и символ сокола // Советская археология. 1968, № 3, С. 62—69. (первидання: Сборник Русского исторического общества. Москва: Русская панорама, 2003, Т. 8 (156), С. 128—135.)
- Рапов О. М. К вопросу о боярском землевладении на Руси в XII—XIII вв. // Польша и Русь. Москва: Наука, 1974, С. 190—207.
- Рапов О. М. К вопросу о земельной ренте в Древней Руси в домонгольский период // Вестник Московского университета. Серия 8. История. 1968, № 1, С. 52—65.
- Рапов О. М. Когда родился Великий Киевский князь Святослав Игоревич // Вестник Московского университета. Серия 8. История. 1993, № 4, С. 52—60.
- Рапов О. М. Кто создал русскую азбуку? // Родина. 1994, № 9, С. 26—33.
- Рапов О. М. Владимир Иванович Лебедев — профессор Московского университета: (К 100-летию со дня рождения) // Вестник Московского университета. Серия 8. История. 1995, № 5, С. 43—46.
- Рапов О. М. Москва родилась в понедельник: Кто и когда основал столицу? // Родина. 1997, № 8, С. 30—35.
- Рапов О. М. Обвиняются в убийстве? // Родина. 1994, № 5, С. 69.
- Рапов О. М. О времени и обстоятельствах крещения населения Новгорода Великого // Вестник Московского университета. Серия 8. История. 1988, № 3, С. 51—65.
- Рапов О. М. О дате принятия христианства князем Владимиром и киевлянами // Вопросы истории. 1984, № 6, С. 34—47.
- Рапов О. М. О датировке народных восстаний на Руси XI в. в Повести временных лет // История СССР. 1979, № 2, С. 137—150.
- Рапов О. М. О некоторых причинах крещения Руси // Вестник Московского университета. Серия 8. История. 1976, № 4, С. 55—70.
- Рапов О. М. Официальное крещение Руси в конце X в. // Введение христианства на Руси. Москва: Мысль, 1987, С. 92—123.
- Рапов О. М. «Полюбя же вельми место то, заложил град.» (К вопросу о времени основания Москвы) // Вестник Московского университета. Серия 8. История. 1997, № 5, С. 3—18.
- Рапов О. М. Русские города и монгольское нашествие // Куликовская битва в истории и культуре нашей Родины. Москва: Московский государственный университет, 1983, С. 77—89.
- Рапов О. М. Рыбаков Борис Александрович (к 60-летию со дня рождения) // Вестник Московского университета. Серия 8. История. 1968, № 4, С. 90.
- Рапов О. М., Ткаченко Н. Г. Документы о взаимоотношениях папской курии с великим киевским князем Изяславом Ярославичем и польским князем * * Болеславом III Смелым в 1075 г. // Вестник Московского университета. Серия 8. История. 1975, № 5, С. 83—91.
- Рапов О. М., Ткаченко Н. Г. Русские известия Титмара Мерзебургского [X-XI вв.] // // Вестник Московского университета. Серия 8. История. 1980, № 3, С. 57—67.
- Rapow O. M. O przyczynach przyjecia chrześcijaństwa przez Ruś // Euhemer. 1979, № 3. S. 25—37.